# Distrito electoral de Lüderitz
Lüderitz es un distrito electoral en la Región de Karas de Namibia. Su población es de 13.276 habitantes. Contiene a la ciudad principal de Lüderitz, de la cual el distrito recibe su nombre.
- Datos: Q1439417